# Véhicule électrique à Singapour

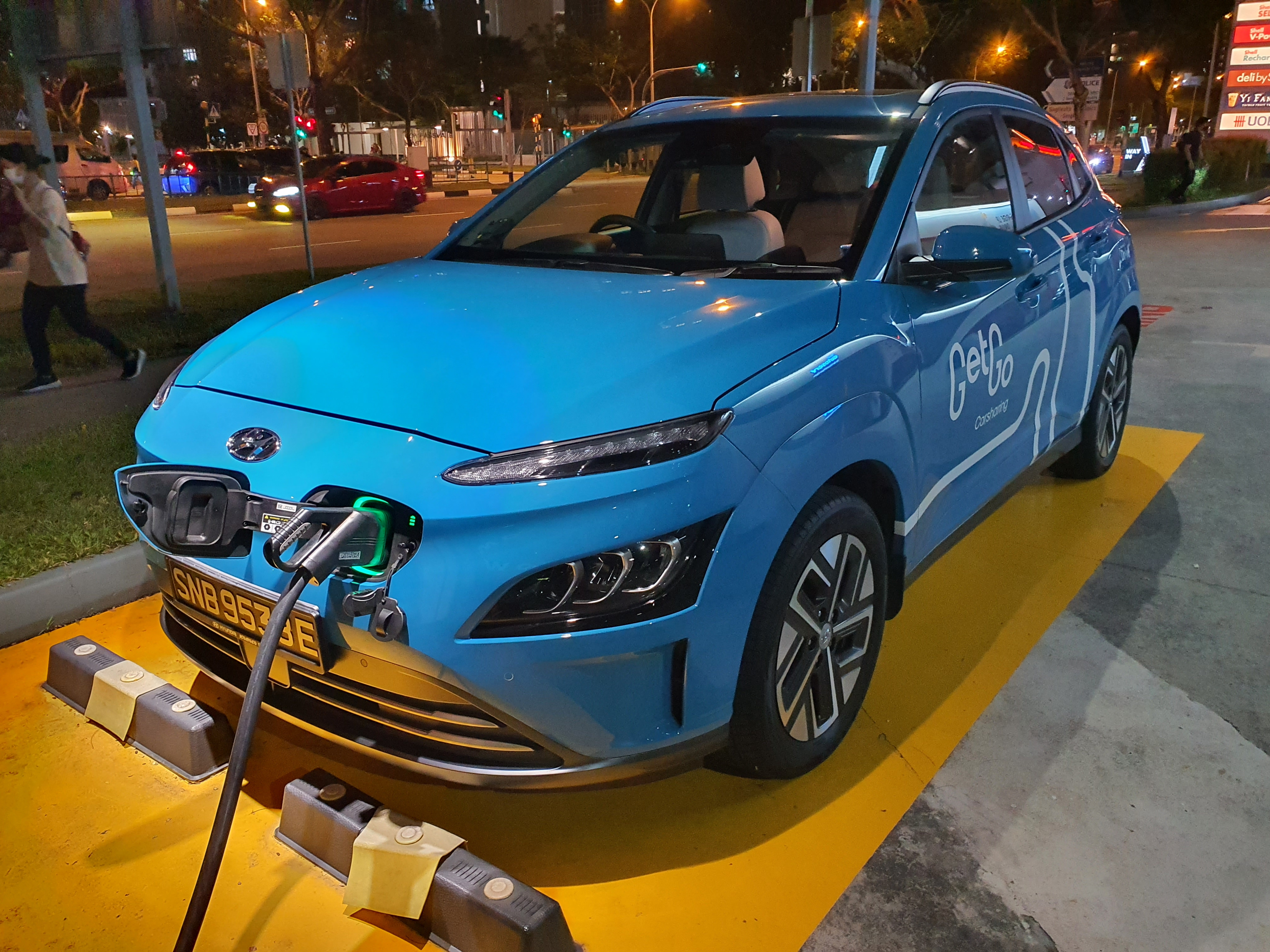
Véhicule électrique Hyundai en charge à Singapour.

L'adoption du véhicule électrique à Singapour est soutenue par le gouvernement de Singapour via le Singapore Green Plan 2030, qui prévoit que les nouveaux modèles de voitures doivent fonctionner avec des sources d'énergie plus propres et prévoit l'installation de 60 000 stations de recharge pour véhicules électriques. Des incitations financières sont accordées au public pour l’installation de bornes de recharge et l’achat de voitures électriques.

## Infrastructures de recharge
En juillet 2021, le pays compte environ 2 000 stations de recharge publiques à Singapour, dont un tiers dans des locaux privés, principalement situés dans des centres commerciaux. En septembre 2021, un appel d’offres est attribué pour l’installation de plus de 600 stations de recharge dans les parkings publics. Charge+ et un consortium dirigé par ComfortDelGro remportent l'appel d'offres.
Le nombre de stations de recharge passe à 2 500 en juillet 2022. En décembre 2023, le nombre de stations de recharge augmente à nouveau pour atteindre près de 6 000 points de recharge.
En mars 2024, EV-electric (EVe), une filiale de la Land Transport Authority chargée de gérer le déploiement des points de recharge, signe un accord avec Huawei pour installer des chargeurs ultra-rapides à Singapour.

## Fabrication nationale
Dyson prévoit à la fin des années 2010 de construire une usine de fabrication de voitures électriques à Singapour, mais annule finalement son projet en octobre 2019.
En 2020, Hyundai crée un centre d'innovation du groupe Hyundai Motor (HMGICS) dans le district d'innovation de Jurong à Jurong. Le centre abrite également une usine de fabrication de véhicules électriques, la première à Singapour. Le centre est achevé en janvier 2023. Il devait initialement être achevé en novembre 2022, mais est retardé par la pandémie de Covid-19 à Singapour.

## Ventes
En septembre 2021, la Tesla Model 3 est la voiture électrique la plus vendue à Singapour.
En septembre 2022, les immatriculations de véhicules électriques représentaient environ 19 % de toutes les immatriculations de voitures neuves. À la fin de 2022, 6 531 véhicules électriques étaient immatriculés à Singapour, soit 1 % de tous les véhicules du pays.
En mai 2023, Singapour compte 7 961 véhicules électriques immatriculés. BYD surpasse Tesla en devenant le premier vendeur de véhicules électriques à Singapour,.

## Transports en commun
En mars 2022, 60 bus publics électriques sont en service et il est prévu de convertir la moitié de la flotte de bus publics de Singapour (5 800 bus en mars 2022) en bus électriques d'ici 2030.
Les opérateurs de taxis de Singapour prévoient également que la moitié de la flotte de taxis de Singapour (environ 15 000 taxis en mars 2022) passera aux taxis électriques d'ici 2030. La Land Transport Authority prolonge la durée de vie statutaire des taxis électriques de 8 à 10 ans pour permettre aux opérateurs de récupérer leur investissement dans les taxis électriques.

## Position du gouvernement
Le 10 février 2021, le gouvernement de Singapour publie le Plan vert de Singapour 2030, qui comprend l'installation de 60 000 stations de recharge pour véhicules électriques.
En juillet 2021, le gouvernement offre des aides à l'achat via l'Electric Vehicle Common Charger Grant pour les installations de bornes de recharge équivalant à 50 % du coût d'installation, plafonné à 4 000 dollars américains, dans la limite de 2 000 stations de recharge.
En octobre 2022, le gouvernement de Singapour offre des crédits d'impôts pouvant aller jusqu'à 45 000 dollars américains pour l'achat de véhicules électriques. En novembre 2022, il complète cet avantage par une baisse de 45% des taxes sur les véhicules électriques.